# Solanum linnaeanum
Solanum linnaeanum – вид рослин родини Пасльонові (Solanaceae).
Етимологія: вид названо на честь Карла Ліннея.

## Опис
Багаторічна рослина, чагарник висотою 0.5–1.5 (–2,5) м. Шипи розташовані в усіх наземних органах рослини, за винятком квітів і плодів. Листя яйцеподібне або широкояйцеподібне, глибоко розсічене, довжиною від 5 до 12.5 см, й від 2.8 до 8 сантиметрів завширшки. Гермафродитні квіти ростуть поодиноко або в суцвіттях. Віночок від 20 до 30 мм в діаметрі, фіолетовий, з п'ятьма пелюстками; є 5 тичинок з жовтими пильовиками. Цвіте протягом року. М'ясисті ягоди 3–5 см, жовті в кінці терміну дозрівання. Насіння від коричневого до чорного кольору і від 2,9 до 3,5 мм в довжину.

## Поширення
Південна Африка: Мозамбік; Зімбабве; ПАР. Натуралізований: Африка: Еритрея. Австралазія: Австралія; Нова Зеландія. Південна Європа: Албанія; Болгарія; Хорватія; Греція; Італія; Франція — Корсика; Португалія [вкл. Азорські, Мадейра]; Гібралтар; Іспанія. Тихоокеанський регіон: Сполучені Штати — Гаваї; Фіджі; Нова Каледонія. Населяє узбіччя, покинуті будинки, звалища, прибережні зони, кам'янисті місця.

## Використання
Отруйна рослина. Використовується для приготування фармацевтичних препаратів для лікування пухлин.

## Галерея

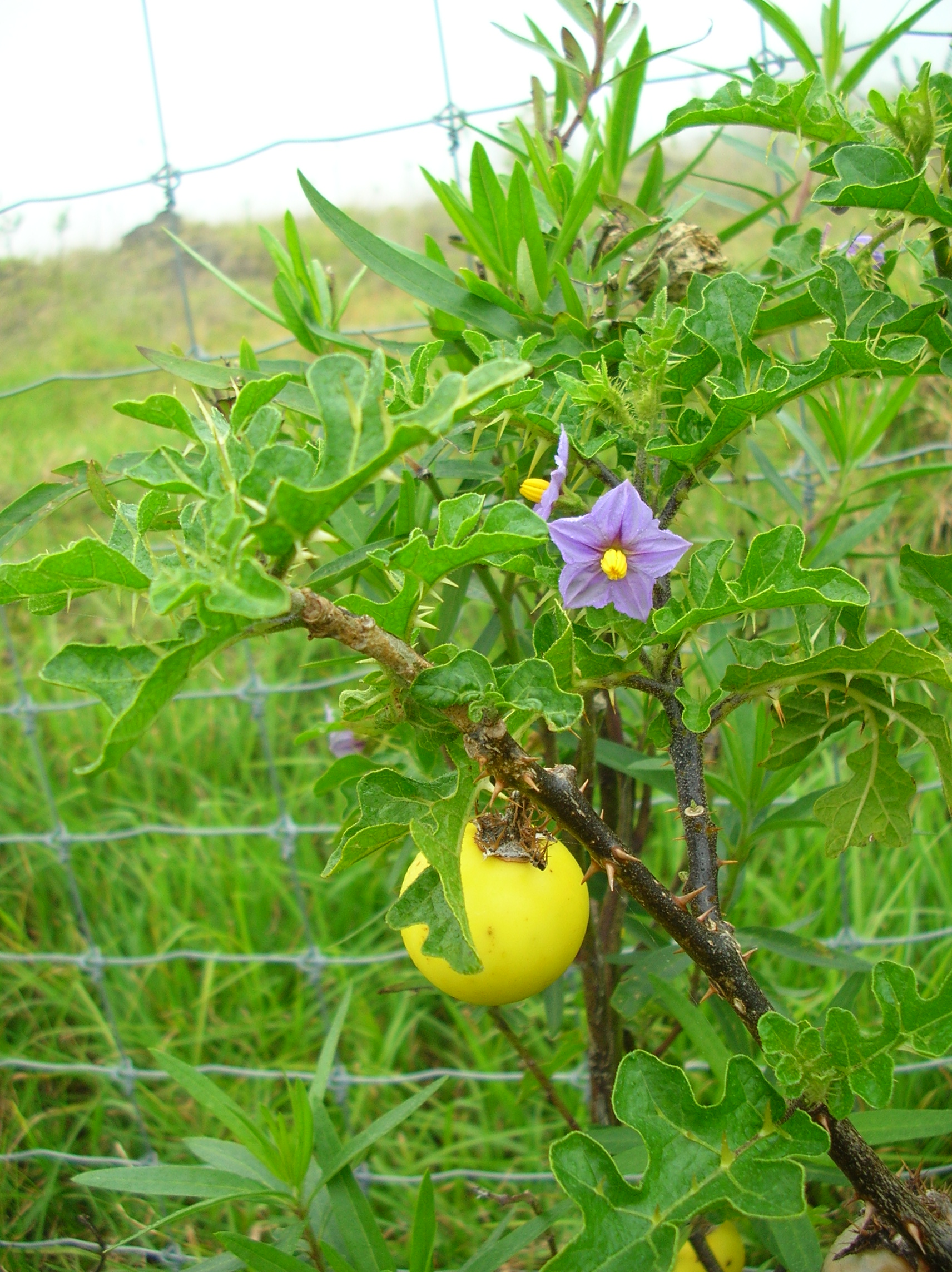
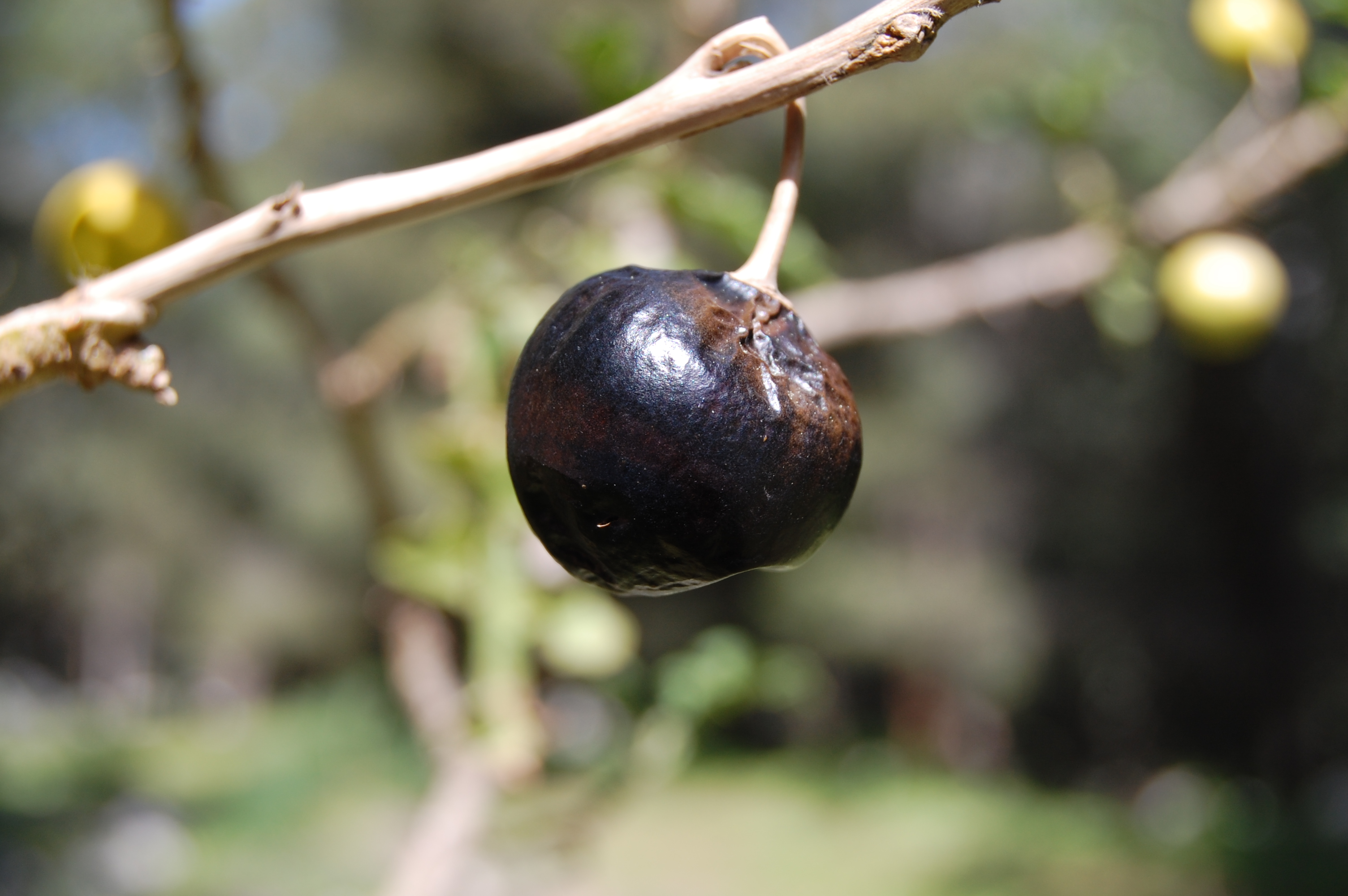